# Mehmed Raixid
Mehmed Raixid (? - 1735) fou un poeta i historiador otomà. Va ocupar diverses posicions oficials i va morir sent kadiasker d'Anatòlia. Va tenir reputació de poeta destacat però la seva principal activitat fou la d'historiador en què va ocupar la posició d'historiador oficial com a successor de Naima. Se li va encarregar escriure la història oficial del regnat d'Ahmet III des de 1703, que després va ampliar estenent el relat fins al 1660, i acabant el 1722. La seva obra fou coneguda com a Tārīḫ-i Rāšid.